# Eustala essequibensis
Eustala essequibensis är en spindelart som först beskrevs av Richard Hingston 1932.  Eustala essequibensis ingår i släktet Eustala och familjen hjulspindlar.
Artens utbredningsområde är Guyana. Inga underarter finns listade i Catalogue of Life.